# Rise like a Phoenix
Rise like a Phoenix è un brano musicale di Conchita Wurst presentato all'Eurovision Song Contest 2014, in rappresentanza dell'Austria.
Wurst con questo brano ha vinto il festival canoro europeo con 290 punti. È la seconda vittoria per l'Austria dopo l'Eurovision Song Contest 1966.

## Tracce
1. Rise like a Phoenix – 3:01

## Il brano
La canzone è stata pubblicata in Europa il 18 marzo 2014, in concomitanza della presentazione ufficiale del brano tra le canzoni partecipanti all'Eurovision Song Contest 2014 in Danimarca.
La cantante è stata molto criticata dalla autorità russe per la sua partecipazione all'Eurovision Song Contest, ma a dispetto delle varie critiche ricevute, il singolo è il più scaricato dal sito russo di iTunes, inoltre gli altri singoli della cantante, Unbreakable e That's What I Am, entrano nella classifica dello store in Russia.

## Classifiche
| Classifica (2014) | Posizione massima |
| ----------------- | ----------------- |
| Austria           | 1                 |
| Belgio (Fiandre)  | 8                 |
| Belgio (Vallonia) | 19                |
| Danimarca         | 6                 |
| Francia           | 39                |
| Germania          | 5                 |
| Irlanda           | 10                |
| Italia            | 26                |
| Paesi Bassi       | 3                 |
| Regno Unito       | 17                |
| Spagna            | 8                 |
| Svizzera          | 2                 |
| Ungheria          | 9                 |